# Симулятор (жанр компьютерных игр)

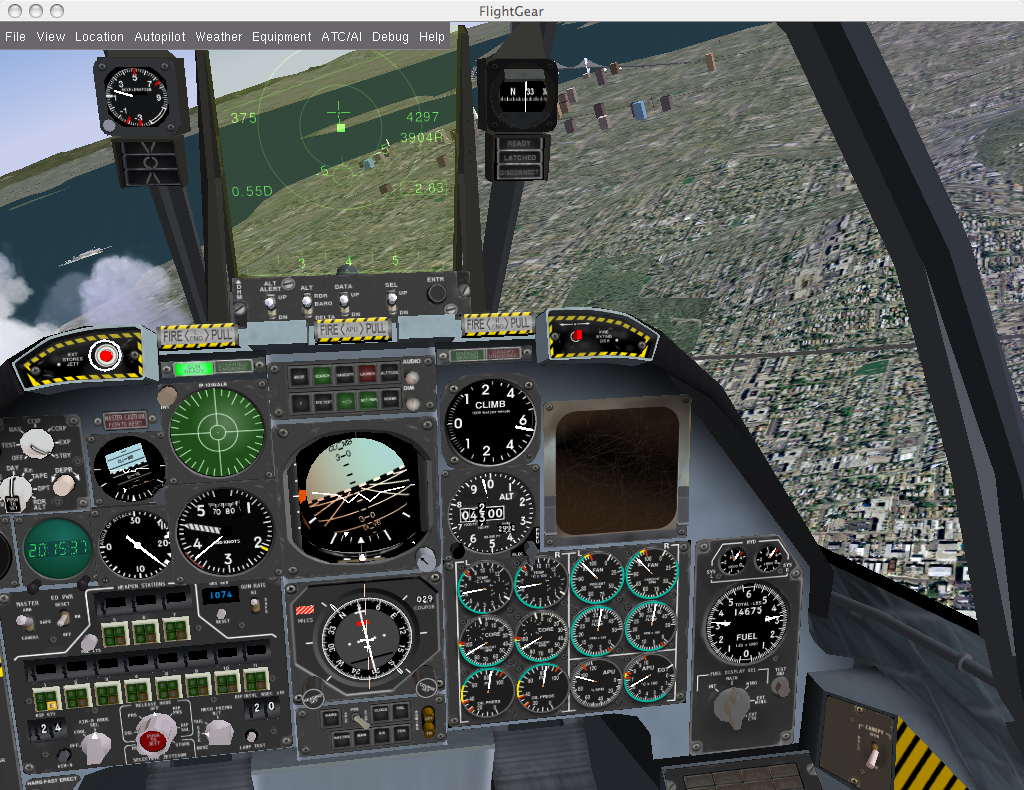
Скриншот из авиасимулятора FlightGear

Симулятор — жанр компьютерных игр, предназначенных для тщательного моделирования реальной деятельности. Симулятор пытается скопировать различные действия из реальной жизни для различных целей, таких как обучение, анализ, прогнозирование или развлечения. Обычно в игре нет строго определённых целей, игроку разрешено свободно управлять персонажем или окружающей средой. Известными примерами являются военные игры, деловые игры и симулятор ролевых игр. Тремя основными типами стратегических, плановых и учебных упражнений являются игры, симуляторы и тематические исследования; можно рассмотреть ряд гибридов, включая симуляторы, которые используются в качестве тематических исследований. Многие исследователи провели сравнение преимуществ симуляторов с другими методами обучения, и был опубликован ряд всеобъемлющих обзоров.

## Поджанры

### Симулятор строительства и управления
Симулятор строительства и управления — тип симулятора, в котором игроки создают, расширяют или управляют вымышленными сообществами или проектами с ограниченными ресурсами. Стратегические игры в свою игровую экономику иногда включают аспекты симулятора строительства и управления, так как игроки должны управлять ресурсами при расширении своих проектов. Чистые симуляторы строительства и управления отличаются от стратегических игр тем, что «цель игрока — не победить врага, а построить что-то в контексте текущего процесса». Игры в этой категории иногда также называют «управлением».

### Симулятор жизни
Игры-симуляторы жизни (игры искусственной жизни) — поджанр симулятора, в котором игрок живёт или управляет одной или несколькими искусственными формами жизни. Симулятор жизни может вращаться вокруг «лиц и отношений, или это может быть симулятор экосистемы». Социальные симуляторы являются одним из его поджанров.

### Спорт
Некоторые игры имитируют занятия спортом. Играми были воссозданы большинство видов спорта, включая командные и экстремальные виды спорта. В некоторых играх особое внимание уделяется спорту (например, серия Madden NFL), а другие подчеркивают стратегию и организацию (например, Football Manager). Некоторые, такие как Arch Rivals, высмеивают спорт для комического эффекта. Этот жанр был популярен на протяжении всей истории компьютерных игр и является конкурентоспособным, как и реальные виды спорта. Ряд игровых серий содержат названия и характеристики реальных команд и игроков и постоянно обновляются, чтобы отразить реальные изменения.

### Другие типы
- В медицинских симуляторах игрок берет на себя роль хирурга. Примерами являются серии Trauma Center и LifeSigns.
- В симуляторах фотографа игроки фотографируют животных или людей. Примерами являются как Pokémon Snap и Afrika.
- Военные симуляторы — военные игры с более высокой степенью реализма, чем другие военные игры, действие которых происходит в фэнтезийной или научно-фантастической среде. Они пытаются имитировать реальную войну либо на тактическом, либо на стратегическом уровне[11].
  - Некоторые симуляторы, такие как GeoCommander от Intelligence Gaming, предназначены для американских военных, чтобы помочь новым офицерам научиться справляться с ситуациями в игровой обстановке, прежде чем принять командование на местах[12].
  - Некоторые тактические шутеры имеют более высокую степень реализма, чем другие шутеры. Иногда называемые «солдатскими симуляторами», эти игры пытаются имитировать чувство боя. Примером является серия Arma.
- Симулятор транспортного средства
  - Авиационные тренажёры, включая авиасимуляторы, военные авиасимуляторы и космические симуляторы
  - Гоночные игры, включая симрейсинг
  - симуляторы подводных лодок
  - Симуляторы поезда
  - Симуляторы грузовиков
- В Immersive sim обычно играют от первого лица в последовательном живом мире и включают в себя элементы многочисленных игровых систем, которые игрок может использовать для достижения целей различными способами, создавая ощущение агента игрока и возникающего геймплея[13][14].
- Игры «Синий воротничок», которые включают в себя как реалистичное, так и гиперреалистичное представление заданий синих воротничков в игровой обстановке. Они могут включать в себя некоторые симуляторы транспортного средства, включая авиасимуляторы, симуляторы поездов и грузовиков, симуляторы охоты, такие как серия TheHunter, другие симуляторы работы, такие как House Flipper или PowerWash Simulator, и игры, посвящённые этим типам работ, таким как Overcooked[11].
- Цифровые карточные игры, имитирующие блэкджек и покер (включая видеопокер)
- Игры, предназначенные для имитации механических или других реальных игр. Они могут включать в себя симуляторы игр в пинбол и игр казино, таких как Слот-машины, патинко и рулетка.

## Обучающие симуляторы
Поскольку симуляторы делают обучение вопросом прямого опыта, они могут облегчить скуку, связанную с более традиционными способами обучения, поскольку они требуют более широкого участия, а не просто чтения или обсуждения концепций и идей (таких как дискриминация, культура, стратификация и нормы). Ученики испытают их, фактически «живым» опытом. Поэтому использование симуляторов может повысить мотивацию и интерес учеников к обучению.
Симуляторы могут дать более глубокое представление о том, как виден мир, например, моральные и интеллектуальные особенности других. Они также могут повысить сочувствие к другим и помочь развить осведомлённость о личных и межличностных ценностях, позволяя игрокам видеть моральные и этические последствия выбора, который они делают. Таким образом, они могут быть использованы для изменения и улучшения отношения учащихся к себе, окружающей среде и обучению в классе.
Многие игры предназначены для изменения и развития конкретных навыков принятия решений, решения задач и критического мышления (например, тех, которые участвуют в выборке исследования, восприятии и общении).

## История
The Sumerian Game, текстовая ранняя мейнфреймовая игра, разработанная Мейбл Аддис и основанная на древнем шумерском городе-государстве Лагаш, была первой экономическим симулятором. Ещё один ранний экономический симулятор M.U.L.E. разработан Даниэль Бантен Берри и был выпущен в 1983 году.
В 1980-х годах для аркадных игр стало тенденцией использовать гидравлические аркадные шкафы для симуляторов движения. Тенденция была вызвана «тайканскими» играми Sega, а «тайкан» по-японски означает «сенсация тела». Первой игрой Sega, использующей симулятор движения, была Space Tactics, симулятор космических сражений в кабине, где экран синхронно двигался с действием на экране. Тенденция «тайкан» началась, когда команда Ю Судзуки в Sega (позже известная как Sega AM2) разработала Hang-On, гоночную игру, в которой игрок сидит и перемещает копию мотоцикла для управления внутриигровыми действиями. Команда Судзуки разработала железнодорожные шутеры, таких как Space Harrier, гоночные игры, таких как Out Run, и симуляторы боевых полётов, таких как After Burner (1987) и G-LOC: Air Battle. Одним из самых сложных шкафов симуляторов движения в аркадах был Sega R360, который имитировал полное вращение самолета на 360 градусов. С тех пор Sega продолжала производить шкафы-симуляторы движения для аркадных игр до 2010-х годов.
В середине 1980-х годов Codemasters и Oliver Twins выпустили ряд игр с названием «Simulator», включая BMX Simulator, Grand Prix Simulator и Pro Boxing Simulator. Ричард и Дэвид Дарлинг из Codemasters были вдохновлены самыми продаваемыми играми Concertmaster, которые были основаны на реальных видах спорта, таких как футбол и гонки BMX, которые ранее имели популярность. В пародии на установленное «симуляторное» клише Your Sinclair в 1988 году выпустила игру под названием Advanced Lawnmower Simulator.
В то время как многие кредитные симуляторы начали выходить с Уилла Райта и SimCity, вышедшего в 1989 году, истинным прародителем жанра был Fortune Builder, выпущенный в 1984 году для ColecoVision. Впоследствии были созданы такие игры, как SimLife и SimEarth, которые способны обучать игроков основам генетики и глобальных экосистем.
Исследование подростков, которые играли в SimCity 2000, показало, что эти игроки больше ценили и ожидали своих правительственных чиновников после игры.